# Ayyavazhi

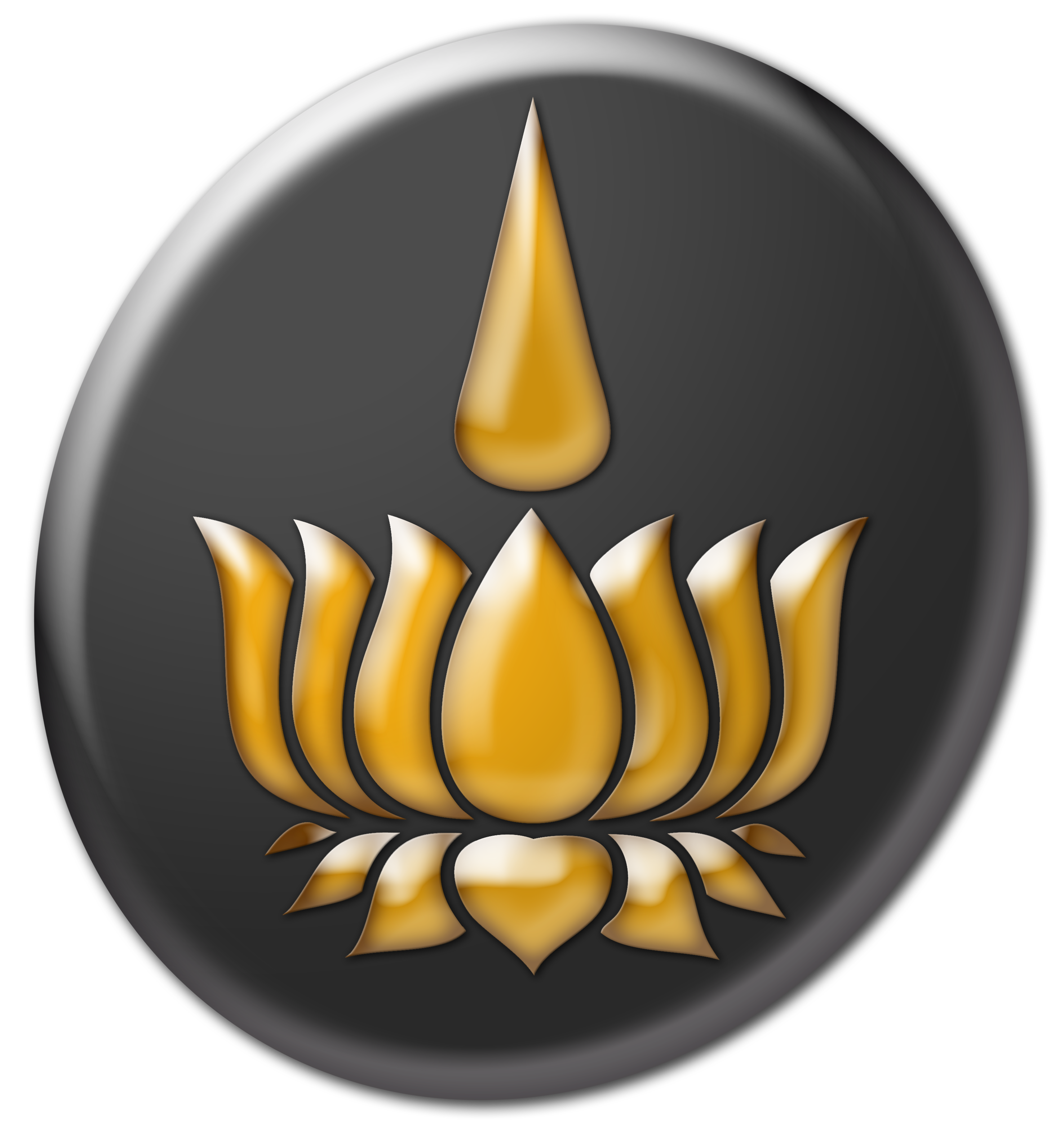
Symbole de l'Ayyavazhi.

L'Ayyavazhi (du tamil : அய்யாவழி, « chemin du père ») est une mythologie locale de l'Inde du Sud considérée par ses adeptes comme une religion émergente du XIXe siècle. L'Ayyavazhi n'est pas reconnu officiellement comme religion indépendante par le gouvernement indien. Ses membres sont comptés comme hindous lors des recensements en Inde.
Cette pratique est localisée dans les villes de Kânyâkumârî, Tirunelveli et Tuticorin, de l'État du Tamil Nadu en Inde, bien qu'elle soit également présente en dehors de cet Etat. Les idées religieuses et la philosophie de Ayyavazhi sont basées sur les enseignements de "Ayya Vaikundar", qui en est le Dieu, et des textes religieux Akilathirattu Ammanai et Arul Nool. L'Ayyavazhi a beaucoup de points communs avec l'hindouisme, mais il en diffère par des concepts tels que Bien/Mal, le Dharma.

## Étymologie
L'origine du nom Ayyavazhi n'est pas connue avec certitude. Il existe de nombreuses théories plus ou moins différentes. Celles-ci incluent :
- Chemin du Père - vient du tamoul parlé localement : Ayya (père) + vazhi (chemin). Cette signification est la plus utilisée.
- La vérité ultime du Maître - du Tamil : Ayya (maître) + vazhi (la vérité ultime). Cette signification est dérivée de l'usage littéraire des mots.
- Système religieux de Gurû - du Tamil : Ayya comme Gurû + vazhi (système religieux - vazhibadu en Tamil).

Il existe de nombreuses interprétations différentes, du fait que le mot "Ayya" du Tamil a beaucoup de significations (père, gurû, le supérieur, quelqu'un de respectable, maître, roi, professeur, précepteur…). Le mot "vazhi" varie par ailleurs également (chemin, manière, méthode, mode, cause, antiquité, succession, système religieux, raison…)

## Mythologie
Dans la religion Ayyavazhi, Ekam constitue le pouvoir suprême de l'Univers, l'entité ultime. À partir d'Ekam apparut le Sivam et le Sakthi. Le Sivam consiste en l'entiereté de l'univers, autant physique que spirituel, tandis que le Sakhti est le pouvoir qui activa l'Univers.
Après cela, apparurent les trois figures divines inférieures, Sivan, Vethan et Thirumal, qui ne représentent en fait que trois aspects du Dieu Ayya Vaikundar, car l'esprit de celui-ci est celui de Narayana, la combinaison des trois figures divines inférieures.
Ensuite apparut la manifestation du mal : Kroni (similaire à Satan). Celui-ci fut coupé en 6 par Thirumal. Cependant, chaque morceau prit naissance dans chaque Yuga (période de temps très longue, il y en a 4 dans l'hindouisme contre 8 dans l'Ayyavazhi. La dernière - Dharma Yuga - est dite éternelle).  Comme Kroni fut coupé en morceaux dans la première Yuga, ces 6 morceaux naquirent dans les 6 Yugas suivantes. La Yuga actuelle est Kali Yuga, la septième. Dans celle-ci, le dernier morceau de Kroni naquit sous la forme d'un esprit du mal (sans corps ou forme physique), ce qui en fait la manifestation la plus dangereuse du mal. Dans les Yugas précédentes, Thirumal s'incarne pour tuer chaque partie de Kroni, qui s'incarnait dans un corps physique. Mais, dans cette avant-dernière Yuga, pour surmonter la nature de ce mal spirituel, Ekam (l'entité ultime) s'incarne sur Terre sous le nom de Ayya Vaikundar, avec l'esprit de Narayana.

### Ayya Vaikundar
Ayya Vaikundar est le Dieu de l'Ayyavazhi. Les fidèles ne doivent vénérer que celui-ci, et non les trois figures divines inférieures, car celles-ci sont présentes en Ayya Vaikundar sous la forme de Narayana (combinaison des trois responsabilités - Création, Préservation et Destruction - des trois figures divines inférieures) et qu'il est l'incarnation de l'entité ultime, Ekam.

### Vethan, Thirumal et Sivan
Vethan, Thirumal et Sivan sont les trois figures divines inférieures de l'Ayyavazhi. Elles correspondent à Brahma, Vishnu et Shiva de l'hindouisme.
Au départ, Vethan était le Créateur, Thirumal le Préservateur et Sivan le Destructeur. Cependant, les pouvoirs de Vethan et de Sivan furent cédés à Thirumal par après, ce qui fait de Thirumal le Créateur, Préservateur et Destructeur. Cette combinaison des trois pouvoirs en une forme Narayana. À partir de ce moment, Vethan et Sivan n'ont plus de responsabilité, et Thirumal fait le travail des trois. L'esprit de Narayana (et donc de Thirumal) est celui qui deviendra celui de Ayya Vaikundar.

## Lieux de culte
Les principaux lieux sacrés sont les Pathi, et les temples sont les Nizhal Thangals.Que pour les croyants de la religion Ayyavazhi.

## Alimentation
Ahimsa est un mot Sanskrit pour « non-violence » et les Ayyavazhi adhèrent à ce principe. 
Les Ayyavazhi pratiquent le végétarisme, qui est un aspect important de la non-violence (Ahimsa). 
Ayya Vaikundar est considéré comme une incarnation de Vishnu, et, dans le Vaishnavisme, la consommation de chair animale est interdite.

## Sources
- (en) Cet article est partiellement ou en totalité issu de l’article de Wikipédia en anglais intitulé « Ayyavazhi » (voir la liste des auteurs).